# فیزیولوژی انسان
فیزیولوژی (کاراندام‌شناسی) انسان (به انگلیسی: Human Physiology)، به علم مکانیکی، طبیعی (فیزیکی) و توابع زیست‌شیمیایی انسان در سلامت خوب، اندام‌هایش و سلول‌هایی که از آن تشکیل شده‌اند گفته می‌شود. فیزیولوژی اصولاً روی سطح اندام‌ها و دستگاه‌ها تمرکز می‌کند. بیشتر جنبه‌های فیزیولوژی انسان متشابه و نزدیک به جنبه‌های مربوط به فیزیولوژی حیوانات است و آزمایش‌های حیوانی دانش ارائه شده بسیاری از پایه‌های فیزیولوژیک می‌باشند. آناتومی و فیزیولوژی رشته‌های نزدیک و مرتبط با یکدیگر هستند: آناتومی مطالعه نوع و قسم و فیزیولوژی مطالعه وظایف و توابع هستند که ذاتاً به یکدیگر گره خورده هستند و به عنوان بخشی از پزشکی برنامه آموزشی در پشت سر هم مورد مطالعه قرار می‌گیرند.

## دستگاه‌ها
به‌طور عمومی، نظم و انضباط علمی فیزیولوژی، بدن را به عنوان مجموعه‌ای از سیستم‌های برقرارکننده ارتباط، هر یک با ترکیبی از کارکردها و اهداف خاص می‌بیند.
|  | دستگاه | مطالعه بالینی | فیزیولوژی                         |
|  | دستگاه عصبی شامل دستگاه عصبی مرکزی (که مغز و طناب نخاعی است) و دستگاه عصبی پیرامونی می‌شود. مغز عضوی مربوط به فکر، احساسات، و پردازش حسی است و در بسیاری از جنبه‌های برقراری ارتباط و کنترل دستگاه‌های مختلف دیگر و توابع را بر عهده دارد. حواس ویژه عبارتند از بینایی، شنوایی، چشایی، و بویایی. چشم، گوش، زبان و بینی وظیفه جمع‌آوری اطلاعات در مورد بدن در محیط را دارند.                                                                                   | عصب‌شناسی، مغز و اعصاب (بیماری)، روان‌پزشکی (رفتاری)، چشم‌پزشکی (چشم انداز)، پزشکی گوش و گلو و بینی (شنوایی، چشایی، بویایی) | فیزیولوژی اعصاب یا نوروفیزیولوژی  |
|  | دستگاه عضلانی‌اسکلتی متشکل از اسکلت انسان (که شامل استخوان‌ها، رباط‌ها، تاندون‌ها و غضروف می‌شود) و عضلات متصل می‌باشد. این دستگاه ساختار اساسی بدن و توانایی برای حرکت را به انسان می‌دهد. علاوه بر نقش ساختاری‌شان، استخوان‌های بزرگ‌تر در بدن دارای مغز استخوان، محل تولید سلول‌های خون، هستند. همچنین، تمام استخوان‌ها محل ذخیره‌سازی بزرگی برای کلسیم و فسفات هستند.                                                                                              | استخوان‌شناسی (اسکلت)، استخوان‌پزشکی (اختلالات استخوان)                                                                    | فیزیولوژی سلولی، فیزیولوژی عضلانی |
|  | دستگاه گردش خون شامل قلب و رگ‌های خونی (شریان‌ها، وریدها، مویرگ‌ها) می‌شود. قلب گردش خون را به حرکت درمی‌آورد که به عنوان یک "سیستم حمل و نقل" برای انتقال اکسیژن، سوخت، مواد غذایی، مواد زائد، سلول‌های ایمنی بدن و مولکول (به عنوان مثال، هورمون‌ها) از یک بخش از بدن به بخشی دیگر، شناخته می‌شود. خون از مایعی تشکیل شده که سلول‌هایی را در گردش خون، از جمله آن‌هایی که از یک بافت به رگ‌های خونی و برعکس حرکت می‌کنند همراه با طحال و مغز استخوان، انتقال می‌دهد. | قلب و عروق (قلب)، هماتولوژی (خون)                                                                                        | فیزیولوژی قلب و عروق              |
|  | دستگاه تنفسی متشکل از بینی، نازوفارنکس، نای و ریه‌ها می‌شود. این دستگاه اکسیژن را از هوا گرفته و دی اکسید کربن و آب را دوباره به هوا بازمی‌گرداند. | پزشکی ریوی | فیزیولوژی تنفس                    |
|  | دستگاه گوارش شامل دهان، مری، معده، روده (روده باریک و بزرگ) و مقعد همراه با کبد، لوزالمعده، کیسه صفرا، و غدد بزاقی می‌باشد. این دستگاه غذا را به قسمت‌های کوچک‌تر، تغذیه‌ای و مولکول‌های غیر سمی برای توزیع توسط گردش خون به همه بافت‌های بدن تبدیل می‌کند. | گاستروانترولوژی | فیزیولوژی دستگاه گوارش            |
|  | دستگاه پوششی شامل پوشش بدن (پوست)، از جمله مو و ناخن همراه با دیگر عملکرد سازه‌های مهم مانند غدد عرق و غدد چربی می‌باشند. پوست نگهداری، ساختار و حفاظت از اندام‌های دیگر را فراهم می‌کند، اما همچنین به عنوان یک رابط حسی بزرگ در رابطه با دنیای خارج نقش بازی می‌کند. | پوست‌شناسی | فیزیولوژی سلولی، فیزیولوژی پوست   |
|  | دستگاه ادراری شامل کلیه‌ها، حالب، مثانه و مجرای خروجی مثانه می‌شود. این دستگاه آب را از خون جدا کرده به تولید ادرار می‌پردازد، که حامل انواع مولکول‌های اضافی و یون‌ها و آب اضافی می‌باشد. | کلیه‌شناسی (وظیفه)، میزراه‌پزشکی (بیماری ساختاری)                                                                          | فیزیولوژی کلیه‌ای                  |
|  | دستگاه تناسلی شامل غدد جنسی و اندام‌های جنسی داخلی و خارجی هستند. دستگاه تولید در هر جنس تولید گامت می‌کند و محیط پرورش را برای ۹ ماه اول توسعه از نوزادان آماده می‌کند. | پزشکی زنان (زنان)، آندرولوژی (مردان)، جنس‌شناسی (جنبه‌های رفتاری)، جنین‌شناسی (جنبه رشد و نمو)                              | فیزیولوژی تولیدمثل                |
|  | دستگاه ایمنی شامل سلول‌های سفید خون، تیموس، غدد لنفاوی و کانال غدد لنفاوی که همچنین بخشی از سیستم لنفاوی هستند، می‌باشد. سیستم ایمنی مکانیزمی را برای بدن فراهم می‌کند که سلول‌های خود بدن را از سلول‌های و مواد بیگانه تشخیص دهد و با استفاده از پروتئین‌های تخصصی مانند آنتی بادی و سایتوکاین‌ها، آن‌ها را خنثی یا نابود کند. | ایمنی‌شناسی | ایمنی‌شناسی                        |
|  | دستگاه غدد درون‌ریز شامل غدد درون‌ریز اصلی: هیپوفیز، تیروئید، آدرنال، پانکراس، پاراتیروئید و غدد جنسی می‌باشد، اما تقریباً تمام ارگان‌ها و بافت‌ها غدد درون‌ریز و هورمون‌های خاصی را تولید می‌کنند. | درون‌ریزشناسی | درون‌ریز شناسی                     |